# Schwaige (Starnberg)
Die Schwaige ist ein Weiler innerhalb der oberbayerischen Kreisstadt Starnberg. Das Bayerische Landesamt für Statistik führt die Schwaige als eigenständigen Ortsteil Starnbergs. Gemeindepolitisch ist die Ansiedlung dem Starnberger Ortsteil Leutstetten zugehörig, zu dessen Verwaltungsbereich sie bis zur Eingemeindung am 1. Mai 1978 gehörte.

## Lage
Die Flur „Auf der Schwaig“ in der Gemarkung Leutstetten liegt nordöstlich des Dorfes auf einem Höhenrücken etwa 640 m ü. NHN. Die diesen Landstrich umrahmenden Wälder grenzen im Norden an ein Forstgebiet der Gemeinde Gauting und im Nordosten an das des Forstenrieder Parks. Inmitten dieser Flur liegt der etwa sieben Kilometer vom Stadtzentrum Starnbergs entfernte Weiler Schwaige. Er ist über die Ortsverbindungsstraße Leutstetten–Oberdill zu erreichen.
Die zum Weiler gehörigen Fluren liegen im Landschaftsschutzgebiet Würmtal.

## Geschichte

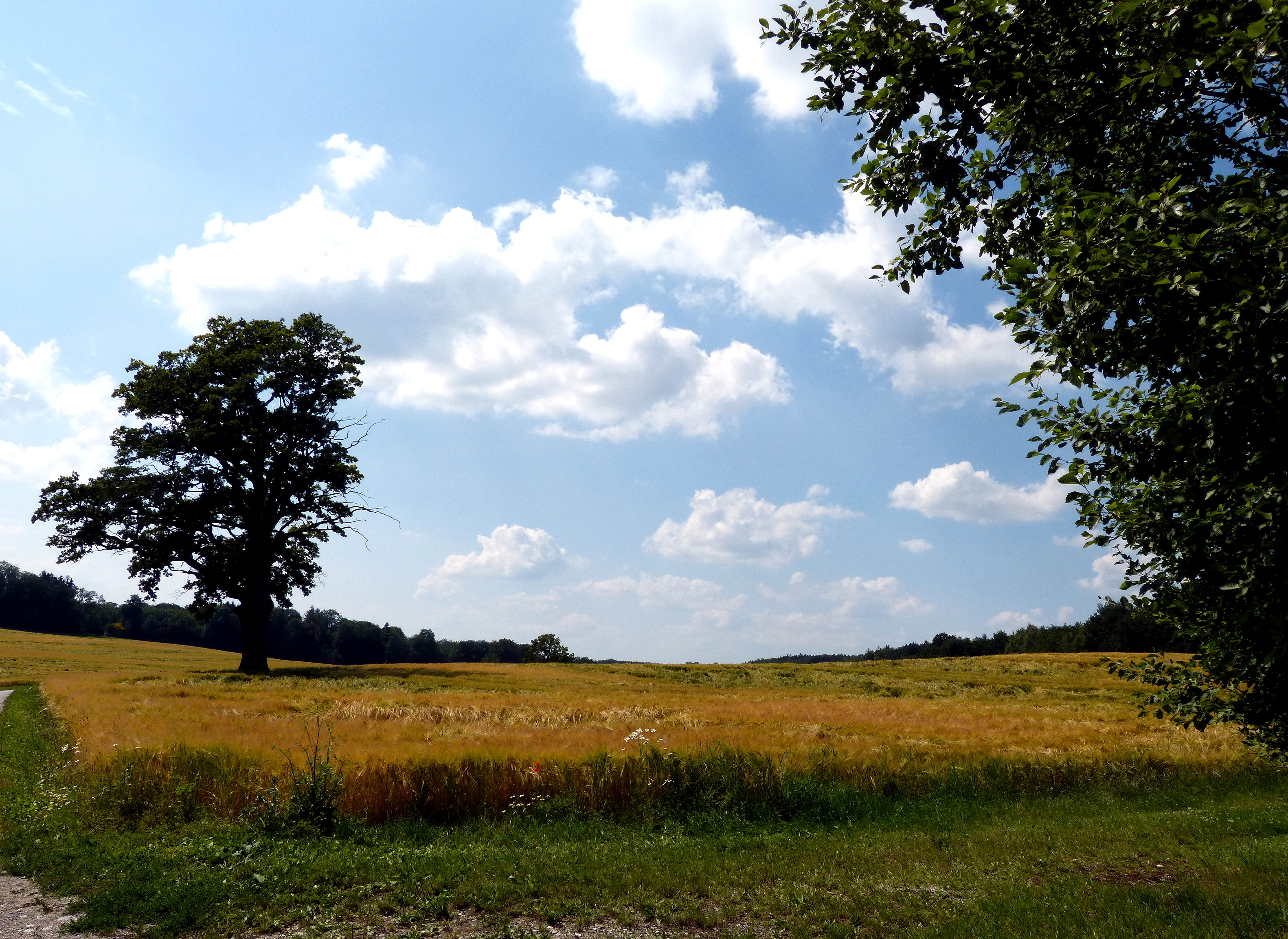
Blick in die Flur „Auf der Schwaig“ in der Gemarkung Leutstetten

Der Ortsname Schwaige lässt sich auf das mittelhochdeutsche „sweige“ für Rinderherde oder Viehhof zurückführen. Es ist daher anzunehmen, dass hier in früheren Zeiten hauptsächlich Viehwirtschaft betrieben wurde.
1834 erwarb der damalige bayerische Innenminister Ludwig Fürst zu Oettingen-Wallerstein das Schloss Leutstetten mit 109 Hektar dazugehörigem landwirtschaftlich genutztem Grund. Ein weiterer Ankauf der Wiesen und Felder von zwei Leutstettener Bauernhöfen schuf die Möglichkeit, die landwirtschaftliche Produktion des zum Schloss gehörenden Hofguts zu erhöhen. Durch den Bau entsprechender Ökonomiegebäude machte er die bis dahin unbedeutende Schwaige, die außerhalb des Dorfes inmitten ihrer Felder lag, zum Mittelpunkt seines Agrarbetriebes. Die durch diesen frühen Aussiedlerhof frei gewordenen Flächen im Schlossbereich nutzte er zu Anbauten und zur Erweiterung des dortigen Englischen Gartens. Auf dem Centrallandwirthschaftsfest 1836 erhielt er den ersten Preis und „Die große goldene Medaille“ für erhebliche Verbesserungen im landwirtschaftlichen wie auch im sozialen Bereich der Gemeinde Leutstetten. Besondere Beachtung fand die Neuanlage von Wegen im Gebiet der von ihm jetzt nach seiner Tochter benannten „Carolinen-Schwaige“ sowie der Ausbau des alten Fahrwegs von Leutstetten nach Oberdill zur Chaussee zwischen Starnberg und München (Staatsstraße 2065), der durch die Schwaige führt.
1875 erwarb Prinz Ludwig von Bayern, der spätere König Ludwig III., das Schlossgut Leutstetten und nahm dort auch seinen Wohnsitz. Mit der zum Gut gehörigen Schwaige und der Flur Wildmoos umfasste der Besitz jetzt etwa 460 Hektar. Seit seiner Studienzeit galt die Leidenschaft des Prinzen der Landwirtschaft. Mit der angekauften Fläche bot sich ihm hier die Möglichkeit, ein Mustergut zu errichten das mit allen technischen Errungenschaften seiner Zeit ausgestattet war. Im Bereich der Milchproduktion hatten die neuen Ställe in der Schwaige im Hinblick auf eine TBC-freie Rinderzucht eine Vorbildfunktion. Mit später hinzugekauften landwirtschaftlichen Flächen in Rieden, Untermühlthal und Petersbrunn wuchs der zum Schlossgut gehörende Grundbesitz auf über 900 Hektar an.
Schloss Leutstetten und ein Teil des Schlossguts sind bis heute im Besitz des Hauses Wittelsbach. Ein weiterer Teil der Ländereien des ehemaligen Musterguts wurde inzwischen verkauft und zu einem Golfplatz ausgebaut. Die zum Weiler Schwaige gehörigen Fluren blieben weiterhin landwirtschaftlicher Grund und werden von ihrem jetzigen Besitzer, dem Landwirtschaftsbetrieb „Gut Schwaige“, im Sinne des ökologischen Landbaus bewirtschaftet.